# Ottavio Tupputi
Ottavio Tupputi (Bisceglie, 18 settembre 1789 – Napoli, 7 gennaio 1865) è stato un generale, patriota e politico italiano.

## Biografia
Ottavio Tupputi nasce a Bisceglie nel 1789 da Domenico Tupputi (Andria 1763 - Bisceglie 1852) e da Nicoletta Fiori (Bisceglie 1766 - Napoli 11 agosto 1851). Appena quindicenne si arruola al seguito di Napoleone, con cui intraprende una rapida carriera: Luogotenente per merito di guerra, capitano per merito di guerra, colonnello, Cavaliere dell'Impero con tanto di croce della Legione d'onore. Dopo la campagna di Russia segue Gioacchino Murat a Napoli ed è al fianco di Guglielmo Pepe nei moti rivoluzionari; caduto l'effimero governo liberale, è condannato a morte ma, poco prima dell'esecuzione, la pena è commutata in ergastolo. Nel 1831, in seguito all'amnistia regia, rientra a Bisceglie ma, allo scoppio della guerra d'Indipendenza, è di nuovo in guerra al fianco del Piemonte. Nel 1848 viene eletto deputato del nuovo Parlamento ma, con la reazione borbonica, è costretto a fuggire. Solo nel 1860, cacciati i Borboni, può tornare a Napoli e a Bisceglie. Giuseppe Garibaldi gli conferisce il grado di Maggiore generale e poi di Comandante della Guardia Nazionale e di Luogotenente generale. Nel Parlamento italiano è senatore del Regno e il Re lo nomina Luogotenente generale e Aiutante di campo. 
Il 7 gennaio 1865 muore a Napoli. La città organizza funerali solenni e, dopo la sepoltura nella chiesa di San Francesco, gli dedica una via, una lapide sull'abitazione, un monumento a Poggio Imperiale, una caserma a Pizzofalcone e un palazzo nella sua città.
Il 6 ottobre 1835 sposò a Bisceglie la nobile Almerinda Schinosa (24 marzo 1815 - 25 agosto 1897) dalla quale ebbe 12 figli: Domenico Antonio (1837-1837), Domenico Antonio (11 giugno 1838); Filippo (23 giugno 1839 - 28 luglio 1883) che sarebbe morto nel terremoto di Casamicciola assieme a due sorelle, Teresa ed Elisa; Cristina (31 agosto 1840 - 27 marzo 1929) moglie di Marcello Ceva Grimaldi; Riccardo (30 dicembre 1841-1917); Isabella (5 febbraio 1844 - 28 settembre 1845); Teresa Maria (20 luglio 1845 - 28 luglio 1883, morta insieme ad Elisa e Filippo); Isabella Vittoria (21 ottobre 1846); Francesco Saverio (3 dicembre 1847); Giuseppe (15 febbraio 1850) che sarebbe stato adottato dallo zio materno Giuseppe Schinosa, acquisendone il cognome e l'eredità; Elisa (morta il 28 luglio 1883 con Teresa e Filippo); Lorenzo morto in giovane età poco dopo il padre.
Giovanni Pascoli ha riassunto la sua figura in un'epigrafe mai scolpita ma destinata a Palazzo Tupputi, a Bisceglie: "Quando in Italia riapparvero gli eroi/ e giustizia gli oppressi e i martiri ebbero gloria/ Napoli rivide settantenne/ il suo grande veterano/ di Bisceglie/ onorato di antiche insegne/ solcato di antiche ferite/ con le impronte di più recenti catene/ Ottavio Tupputi/ uscito sereno e radioso/ da dieci anni di battaglie e dieci di ergastolo/ dieci d'esilio/giovinetto cavaliere avea combattuto/ nelle terribili campagne dell'Impero/ in Prussia Polonia Spagna Austria Russia Germania/ a Jena Pultusch Friedland Ocana Wagram Beresina/ tornava vecchio nella patria apertagli dai mille/ avea caricato agli ordini/ di Mortier Massena Ney Murat/ gli rendeva il suo grado Giuseppe Garibaldi/ avea seguito Napoleone/ nel suo sovrumano potere/ nel suo quasi divino cadere/ faceva ala con le nuove civili milizie/ all'ingresso del liberatore re Vittorio Emanuele/ il Comune di Bisceglie/ pose/ nell'anno MCMXI/ cinquantesimo dell'Unità proclamata".